# Entwicklungswissenschaft
Die Entwicklungswissenschaft (englisch Developmental Science) ist ein interdisziplinärer Ansatz der Entwicklungspsychologie. Sie verbindet Konzepte und Erkenntnisse aus Bereichen, die sich bisher getrennt mit der Erforschung menschlicher und nicht-menschlicher Entwicklung befasst haben, wie etwa der Anthropologie, Biologie, Psychologie, Kommunikationswissenschaft, Linguistik, Medizin und Soziologie. Dieser Ansatz untersucht Individuen und Gemeinschaften über die Lebensspanne mit dem Ziel, die Entwicklung von Individuen mit unterschiedlichem kulturellen und ethnischen Hintergrund, verschiedenen ökonomischen und kognitiven Möglichkeiten sowie Lebensbedingungen zu verstehen.
Ein Hauptziel der Entwicklungswissenschaft ist es zu verstehen, wie die vielfältigen Systeme, die die individuelle Entwicklung beeinflussen – von kulturellen Prozessen über genetische und physiologische Ereignisse zu sozialen Interaktionen – im Entwicklungsverlauf zusammenwirken. Da es jenseits der Möglichkeiten einzelner Forscher und Fachrichtungen liegt zu untersuchen, wie sich alle diese Systeme simultan verändern und gemeinsam zu sozialen und adaptiven Funktionen von Menschen und Gesellschaften beitragen, ist die Erforschung der Entwicklung auf der gemeinsamen Grundlage vieler traditioneller Wissenschaftsdisziplinen im Rahmen eines biopsychosozialen Ansatzes notwendig.
Vorrangig wird dabei angestrebt, die komplexen Wirkmechanismen zu identifizieren, auf denen Existenz und Entwicklung lebender Organismen beruhen. Zur Überprüfung solcher theoretischen Mechanismen werden Modelle herangezogen, die gleichen Prinzipien gehorchen, ohne zum Beispiel die spezifischen zugrunde liegenden physischen und chemischen Eigenschaften von Neuronen, Synapsen etc. nachzubilden. Der Einsatz solcher Computermodelle in den Neurowissenschaften (künstliche neuronale Netze) oder in der Proteomforschung macht die Notwendigkeit eines interdisziplinären Ansatzes deutlich, der z. B. auch Erkenntnisse aus der Informatik und Bioinformatik mit einbezieht.